# Новые Броды (Черниговская область)
Новые Броды (укр. Нові Броди; с 1929 по 2016 г. Червоные Партизаны) — село в Менском районе Черниговской области Украины. Население 124 человека. Занимает площадь 1,05 км². Расположено на реке Сперша.
Код КОАТУУ: 7423088703. Почтовый индекс: 15643. Телефонный код: +380 4644.

## Власть
Орган местного самоуправления — Садовский сельский совет. Почтовый адрес: 15643, Черниговская обл., Менский р-н, п. Садовое, ул. Победы, 2.